# ماماديش
ماماديش (بالروسية: Мамадыш) هي إحدى مدن روسيا في الكيان الفدرالي الروسي تتارستان.